# Кумантаракис, Джордж
Йоргос (Джордж) Кумантаракис (греч. Γεώργιος Κουμανταράκης; англ. George Koumantarakis; род. 27 марта 1974, Афины) — южноафриканский футболист. Родился в Греции, но вырос в Дурбане, ЮАР.
Он в основном известен по своим выступлениям в «Базеле», когда клуб играл в швейцарской Суперлиге и Лиге чемпионов. Он выступал за южноафриканскую национальную сборную и был участником чемпионата мира 2002.

## Клубная карьера
Кумантаракис начал карьеру в 1992 году в южноафриканской команде «АмаЗулу». Он покинул клуб через шесть месяцев и присоединился к «Мэннинг Рейнджерс», с которыми выиграл южноафриканский чемпионат. Позднее на правах аренды он присоединился к одной из самых успешных команд в ЮАР, «Суперспорт Юнайтед», этот трансфер стал рекордным для ЮАР. Он достиг успеха с «Суперспорт», и его переезд в Европу состоялся в 1998 году, когда он подписал контракт со швейцарским клубом «Люцерн». Он провёл хороший дебютный сезон в «Люцерне» и играл достаточно хорошо, чтобы произвести впечатление на Кристиана Гросса, тренера швейцарского гранда, «Базель». Он провёл следующие три сезона в «Базеле», сыграв более 90 матчей и забив 48 голов. Его пребывание в «Базеле» бессомненно было лучшим этапом его карьеры, он выиграл национальный чемпионат, кульминацией стала игра в еврокубках — в Лиге чемпионов сезона 2002/03. «Базель» вылетел на втором групповом этапе, только по дополнительным показателям проиграв «Ювентусу». Следующим этапом его карьеры стал переезд в Англию, в 2002 году он подписал контракт с клубом Чемпионшипа, «Престон Норт Энд». Его подписание стало большим событием для «Престона», но он не оправдал ожиданий, так как был травмирован в матче за сборную, «Престон», в свою очередь, занял 18-е место, в непосредственной близости от плей-офф за выживание. Он покинул «Престон» и перешёл в немецкий клуб «Рот-Вайсс Эрфурт» на 2004/05 сезон, но, страдая от травм, он сыграл только несколько матчей. Кумантаракис был уволен в конце сезона и подписал контракт с «Гройтером». Он ушёл в отставку, так и не сыграв за клуб, он не сумел преодолеть постоянные травмы колена.

## Карьера в сборной
Кумантаракис выступал за южноафриканскую национальную сборную с 1997 года, пока с 2004 года его не начали преследовать травмы. Он призывался в сборную довольно часто, но, как правило, уступал конкуренцию Бенни Маккарти и Сибусисо Зуме. Он дебютировал 6 апреля 1997 года в матче против Конго, который закончился поражением со счётом 2:0, он сыграл свой последний матч за «парней» 20 июня 2004 года, он завершился поражением со счётом 3:0 от Ганы. Кульминацией его международной карьеры стал чемпионат мира 2002 в Корее и Японии, где он, выходя на замены, сыграл во всех трёх матчах Южной Африки в группе.
В общей сложности он сыграл 13 матчей, забив один гол (20 мая 2002 года в матче с Шотландией (2:0) на Кубке воссоединения Гонконга, где сборная ЮАР триумфировала).

## Достижения

### Клубные
- Чемпионат ЮАР: 1996/97
- Кубок Швейцарии: 2001/02
- Чемпионат Швейцарии: 2001/02

### Личные
- Лучший бомбардир чемпионата ЮАР: 1997